# Söderdjupet, Kimitoön
Söderdjupet är en fjärd i Finland. Den ligger i landskapet Egentliga Finland, i den sydvästra delen av landet, 150 km väster om huvudstaden Helsingfors.
Söderdjupet ligger söder om Örö i Kimitoöns kommun. Den avgränsas av Ejsråsen i väster, Syllskären i norr samt Klovaskär och Bredbåda i öster. Avgränsningen i söder är inte synlig ovanför vattenytan men utgörs av en brant som sträcker sig i öst-västlig riktning söder om Honungsbådan.